# Tiga guérisseur
 (juillet 2025).
Pour plus de détails, voir Fiche technique et Distribution.
Tiga guérisseur  est un film réalisé par Rasmane Tiendrebeogo en 2001.

## Synopsis
Tiga est un trentenaire qui essaye différentes professions, mais toutes lui semblent trop fatigantes ou indignes, jusqu’à ce que lui vienne l’idée de devenir guérisseur. Convaincu qu’il sera rapidement riche, Tiga invente ses propres potions magiques. Tout marche à merveille, jusqu’à ce qu’un jour une femme méfiante lui fasse boire son propre remède…

## Fiche technique
- Réalisation : Rasmane Tiendrebeogo
- Animation : Rasmane Tiendrebeogo
- Production : Atelier Graphoui
- Scénario : Rasmane Tiendrebeogo, Patrick Theunen
- Image : Patrick Theunen
- Montage : Patrick Theunen
- Son : Christian Coppin, Serge Yano
- Musique : Foofango